# Aymeric Laporte
Aymeric Laporte (Agen, 27 de maig de 1994) és un futbolista professional occità que juga com a defensa central pel club Al-Nassr de la Lliga saudita de futbol. És internacional amb la selecció espanyola.
És tot just el segon jugador amb passaport francès, després de Bixente Lizarazu, que ha jugat per l'Athletic Club.

## Carrera

### Athletic Club
Nascut a Agen, Aquitània, Laporte va començar a jugar a futbol amb SU Agen Football, va fitxar per la pedrera de l'Athletic Club el 2010 provinent de l'Aviron Bayonnais i jugà amb els seus equips inferiors. El 28 de novembre del 2012 va fer el seu debut amb el primer equip, jugant els 90 minuts en un 2-0 victòria a domicili davant l'Hapoel Ironi Kiryat Shmona FC per a la Lliga Europa de la UEFA.

### Manchester City
El gener de 2018, a punt d'acabar el termini per fitxar al mercat d'hivern, Laporte va signar pel Manchester City FC després que el club pagués la seva clàusula de rescissió, d'uns 65 milions d'euros. Se li va assignar el dorsal 14, i l'Athletic va gastar immediatament la meitat dels diners en pagar la clàusula d'Iñigo Martínez (llavors a la Reial Societat) per substituir-lo.

### Al Nassr

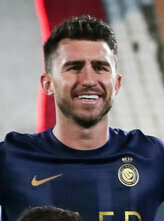
Laporte amb l'Al Nassr el 2023

El 24 d'agost de 2023, Laporte va fitxar pel club Al Nassr de la Saudi Pro League, per una quota de 23,6 milions de £.

## Trajectòria internacional

### França
Laporte va representar França en les categories sub-17, sub-18, sub-19 i sub-21, sent capità de cadascuna d'elles. Va formar part de l'equip que es va proclamar subcampió d'Europa sub-19 el 2013 a Lituània, i fou. inclòs en l'"Equip del Torneig".
El 24 de març de 2016, en un partit de classificació per al Campionat d'Europa Sub-21 de 2017 contra Escòcia a Angers, Laporte va ser retirat en llitera amb una fractura i luxació al peroné i el turmell drets, finalitzant la seva temporada abans de temps. Anteriorment, l'octubre de 2015, va declarar que consideraria representar Espanya si era rebutjat per França per a l'Eurocopa 2016.
L'agost de 2016, a instàncies del nou seleccionador nacional, Julen Lopetegui, Laporte va iniciar els tràmits per a ser convocat amb Espanya. Un mes després, va ser convocat amb la selecció absoluta de França per als partits de classificació per al Mundial de 2018 contra Bulgària i Països Baixos a l'octubre, i va declarar que havia decidit no sol·licitar la nacionalitat espanyola amb l'objectiu de seguir jugant amb França, però finalment no va jugar en cap dels dos partits.
L'agost de 2019, va ser convocat per als partits de Classificació de França per a l'Eurocopa de 2020 contra Albània i Andorra; Però, només 2 dies després es va lesionar jugant amb el seu club i és va descartar la seva participació.

### Espanya
El maig de 2021, el Consell de Ministres espanyol va concedir la nacionalitat espanyola a Laporte després d'un procés iniciat en el seu nom per la Reial Federació Espanyola de Futbol (RFEF); la FIFA va aprovar el canvi de nacionalitat aquella mateixa setmana, cosa que li permetia jugar amb la selecció la següent Eurocopa 2020. Laporte havia afirmat anteriorment que "jugar amb Espanya queda descartat" i que no sol·licitaria la doble nacionalitat.
El 24 de maig de 2021, Laporte va ser inclòs en la llista de 24 jugadors d'Espanya per a l'Eurocopa 2020. El 4 de juny, va debutar amb Espanya sent titular en un amistós que va empatar sense gols amb Portugal. Va marcar el seu primer gol amb la selecció el 23 de juny, en la golejada per 5-0 a Eslovàquia en la fase de grups. Va ser titular a la final de la Lliga de Nacions de la UEFA 2021 que Espanya va perdre contra França per 1-2.
El 18 de juny de 2023 va jugar com a titular a la final de la Lliga de Nacions de la UEFA 2023 que Espanya va guanyar contra Croàcia per 5-4 als penals després d'un empat a 0 després de la pròrroga assolint així el seu primer títol de la Lliga de Nacions de la UEFA.
El 14 de juliol de 2024, Laporte va ajudar Espanya a guanyar el seu quart campionat d'Europa a la Campionat d'Europa de futbol 2024 jugant tots els partits eliminatoris com a titular.

## Estadístiques

### Club
A últim partit el 8 de maig de 2021
| Club               | Temporada     | Lliga            | Lliga | Lliga | Copa Nacional | Copa Nacional | Copa de lliga | Copa de lliga | Europa | Europa | Altres | Altres | Total | Total |
| Club               | Temporada     | Divisió          | Part. | Gols  | Part.         | Gols          | Part.         | Gols          | Part.  | Gols   | Part.  | Gols   | Part. | Gols  |
| ------------------ | ------------- | ---------------- | ----- | ----- | ------------- | ------------- | ------------- | ------------- | ------ | ------ | ------ | ------ | ----- | ----- |
| CD Basconia        | 2011–12       | Tercera Divisió  | 33    | 2     | —             | —             | —             | —             | —      | —      | —      | —      | 33    | 2     |
| Athletic Club B    | 2012–13       | Segona Divisió B | 8     | 0     | —             | —             | —             | —             | —      | —      | 0      | 0      | 8     | 0     |
| Athletic Club      | 2012–13       | La Liga          | 15    | 0     | 0             | 0             | —             | —             | 2      | 0      | —      | —      | 17    | 0     |
| Athletic Club      | 2013–14       | La Liga          | 35    | 2     | 3             | 0             | —             | —             | —      | —      | —      | —      | 38    | 2     |
| Athletic Club      | 2014–15       | La Liga          | 33    | 0     | 7             | 0             | —             | —             | 9      | 0      | —      | —      | 49    | 0     |
| Athletic Club      | 2015–16       | La Liga          | 26    | 3     | 5             | 2             | —             | —             | 12     | 0      | 2      | 0      | 45    | 5     |
| Athletic Club      | 2016–17       | La Liga          | 33    | 2     | 4             | 0             | —             | —             | 6      | 0      | —      | —      | 43    | 2     |
| Athletic Club      | 2017–18       | La Liga          | 19    | 0     | 1             | 0             | —             | —             | 10     | 1      | —      | —      | 30    | 1     |
| Athletic Club      | Total         | Total            | 161   | 7     | 20            | 2             | —             | —             | 39     | 1      | 2      | 0      | 222   | 10    |
| Manchester City FC | 2017–18       | Premier League   | 9     | 0     | 1             | 0             | 0             | 0             | 3      | 0      | —      | —      | 13    | 0     |
| Manchester City FC | 2018–19       | Premier League   | 35    | 3     | 4             | 0             | 1             | 0             | 10     | 2      | 1      | 0      | 51    | 5     |
| Manchester City FC | 2019–20       | Premier League   | 15    | 1     | 2             | 0             | 0             | 0             | 3      | 0      | 0      | 0      | 20    | 1     |
| Manchester City FC | 2020–21       | Premier League   | 16    | 0     | 4             | 0             | 3             | 2             | 4      | 0      | —      | —      | 27    | 2     |
| Manchester City FC | Total         | Total            | 75    | 4     | 11            | 0             | 4             | 2             | 20     | 2      | 1      | 0      | 111   | 8     |
| Total carrera      | Total carrera | Total carrera    | 277   | 13    | 31            | 2             | 4             | 2             | 59     | 3      | 3      | 0      | 374   | 20    |

## Palmarès
Athletic Club
- 1 Supercopa d'Espanya: 2015[35]

Manchester City
- 1 Lliga de Campions de la UEFA: 2022-23
- 1 Supercopa d'Europa: 2023
- 5 Lligues angleses: 2017-18, 2018-19, 2020-21, 2021-22, 2022-23
- 2 Copes angleses: 2018-19, 2022-23
- 4 Copes de la Lliga: 2017-18, 2018-19, 2019-20, 2020-21
- 2 Community Shield: 2018, 2019

Selecció espanyola
- 1 Eurocopa: 2024[36]
- 1 Lliga de les Nacions de la UEFA: 2022-23[37]